# Pyralis
Pyralis is een geslacht van vlinders uit de familie van de snuitmotten (Pyralidae).

## Soorten
- Pyralis albiguttata Warren, 1891
- Pyralis albilautalis Warren, 1891
- Pyralis anaemicalis Hampson, 1906
- Pyralis argospila Meyrick, 1934
- Pyralis atrisparsalis Hampson, 1917
- Pyralis biblisalis (Walker, 1859)
- Pyralis bryalis Hampson, 1906
- Pyralis buddhalis Caradja, 1927
- Pyralis callista West, 1931
- Pyralis caustica (Meyrick, 1884)
- Pyralis cautalis Hampson, 1906
- Pyralis chrysocoma Meyrick, 1934
- Pyralis chrysomima Meyrick, 1936
- Pyralis compsodryas Meyrick, 1936
- Pyralis costinotalis Hampson, 1917
- Pyralis costipunctalis Hampson, 1906
- Pyralis cyamospila Meyrick, 1936
- Pyralis divagalis Snellen, 1895
- Pyralis ectaemialis Hampson, 1906
- Pyralis effulgens Warren, 1914
- Pyralis electalis Hulst, 1886
- Pyralis elongalis Koll., 1844
- Pyralis exumbralis Hampson, 1917
- Pyralis farinalis (Linnaeus, 1758)
- Pyralis faviusalis Walker, 1859
- Pyralis flavicapitalis Hampson, 1906
- Pyralis flavimedialis Hampson, 1906
- Pyralis flavirubralis Hampson, 1917
- Pyralis fumipennis Butler, 1889
- Pyralis funebralis Warren, 1895
- Pyralis haematinalis (Saalmüller, 1880)
- Pyralis heliocrossa Meyrick, 1936
- Pyralis intermedialis Caradja, 1927
- Pyralis joannisi Leraut, 2005
- Pyralis kacheticalis (Christoph, 1893)
- Pyralis laudatella Walker, 1863
- Pyralis licnospila Meyrick, 1936
- Pyralis lienigialis Zeller, 1843
- Pyralis linpingialis Caradja, 1934
- Pyralis lorimalis Hampson, 1906
- Pyralis manihotalis Guenée, 1854
- Pyralis moupinalis South, 1901
- Pyralis narynensis Zerny, 1914
- Pyralis nigricilialis Hampson, 1917
- Pyralis obscuralis Caradja, 1931
- Pyralis obsoletalis Mann, 1864
- Pyralis orbigera Meyrick, 1934
- Pyralis palesalis Walker, 1859
- Pyralis pallidiscalis Caradja, 1934
- Pyralis pascualis Ghesquière, 1942
- Pyralis pastoralis Ghesquière, 1942
- Pyralis perpulverea Hampson, 1917
- Pyralis persicodora Meyrick, 1934
- Pyralis perversalis Herrich-Schäffer, 1849
- Pyralis phoenicealis Hampson, 1917
- Pyralis phycidalis Guenée, 1854
- Pyralis pictalis (J. Curtis, 1834) (Fraaie meelmot)
- Pyralis prepialis Hampson, 1903
- Pyralis proboscidalis Strand, 1919
- Pyralis pygmaealis Caradja, 1925
- Pyralis ravolalis Walker, 1859
- Pyralis recisalis Swinhoe, 1885
- Pyralis regalis Denis & Schiffermüller, 1775
- Pyralis roseitincta Hampson, 1917
- Pyralis rubellalis Zeller, 1852
- Pyralis rufibasalis Hampson, 1917
- Pyralis secretalis Wallengren, 1875
- Pyralis subjectalis Walker, 1866
- Pyralis subregalis Snellen, 1895
- Pyralis subresectalis Snellen, 1890
- Pyralis taihorinalis Shibuya, 1928
- Pyralis transcaspia Rebel, 1903
- Pyralis transcaspica Rebel, 1903
- Pyralis trifascialis Moore, 1877
- Pyralis trifolialis Hampson, 1917
- Pyralis tyrialis Hampson, 1917
- Pyralis undulalis Hübner, 1896
- Pyralis vilisana Djakonova, 1910